# 課題管理システム
課題管理システム（かだいかんりシステム、英: Issue Tracking System, ITS）とは、課題のリストを管理するコンピュータソフトウェアである。
課題管理システムは通常、大規模もしくは分散型の共同作業時に使用されるが、時間管理や個人の生産性の管理の一環として個人が採用することもできる。
これらのシステムの多くは、課題を集中管理する課題レジストリに加えて、リソース割り当て、時間の統計、優先度管理、および課題のワークフロー管理を含む。

## 課題
課題はいくつかの情報を含む。
- 課題が作成された日時
- 課題を提出したユーザー
- 問題の詳細
- 現在の状態(対応中、解決済みなど)
- その他関連情報

## 機能
課題管理システムは、主に次の機能を持つ。
- 課題の追加
- 担当者への課題の割り当て
- 取り扱い、時間、作業の質の監視
- ワークフローによる内部プロセスの監視
- チケット数の統計分析
- 警報システムによるチケットの自動生成(例:ネットワーク監視)
- FAQに関する質問と解答の体系的な収集
- 発生している問題の詳細な説明、解決または回避策の試行、およびその他の関連情報
- 各変更の履歴の管理

## バグ管理システムとの関連
課題管理システムはバグ管理システムと機能的によく似ている。
多くのバグ管理システムは課題管理システムとしても使うことができ、逆に課題管理システムをバグ管理システムとして使うことができる場合も多い。